# 피터마리츠버그역
피터마리츠버그역(Pietermaritzburg Railway Station)은 남아프리카 공화국의 피터마리츠버그(언어 오류(ipa): /ˌpiːtərˈmærɪtsbɜːrɡ/)에 위치한 주요 철도역이다. 도시 중심부의 남서부 구석에 있는 철도가(Rail Street)와 파인가(Pine Street)에 위치해 있다. 이 역은 쇼쇼로자 메일이 운영하는 장거리 여객철도의 정차역이다. 역사적으로 이 역은 1893년 마하트마 간디가 일등석을 타기 위해 기차에서 내렸던 장소로 유명하다.

## 운행계통별 인접역
| 쇼쇼로자 메일                  | 쇼쇼로자 메일     | 쇼쇼로자 메일 |
| ------------------------------ | ----------------- | ------------- |
| 레이디스미스 요하네스버그 파크 | 요하네스버그-더번 | 더번          |
| 레이디스미스 케이프타운        | 케이프타운-더번   | 더번          |
| 프리미어 클라세                |                   |               |
| 레이디스미스 요하네스버그 파크 | 요하네스버그-더번 | 더번          |

## 같이 보기
- 쇼쇼로자 메일
- 피터마리츠버그